# V'Alonee Robinson
V'Alonee Robinson là một vận động viên chạy nước rút ngườiBahamas đã được chọn cho đất nước của mình trong cuộc tiếp sức 4x100 mét tại Thế vận hội Mùa hè 2012 ở London, Anh, nhưng không thi đấu.

## Sự nghiệp
V'Alonee Robinson sinh ngày 6 tháng 5 năm 1992. Cô theo học trường St Augustine's College, trước khi đến Đại học Auburn ở Auburn, Alabama. Cô đã thi đấu cho đội đua Hổ của trường đại học.
Tại cuộc thử nghiệm Olympic Bahamas vào tháng 6 năm 2012, cô đã hoàn thành hạng ba ở nội dung 100 mét nữ, hoàn thành cuộc đua trong thời gian 11,73 giây sau Chandra Sturrup và Carmiesha Cox. Robinson đã thi đấu trong đội tuyển nữ tiếp sức 4x100 mét cho Bahamas vào tháng 7 năm đó tại Giải vô địch U23 của Hiệp hội Thể thao Bắc Mỹ, Trung Mỹ và Caribe ở Thành phố Guanajuato, México. Cô đã giành được huy chương bạc cùng với Krystal Bodie, Ivanique Kemp và Amara Jones trong thời gian 45,71 giây. Cá nhân, Robinson đứng thứ tư trong 100 mét nữ với thời gian 11,56 giây.
Vào tháng 7 năm 2012, Ủy ban Olympic Bahamas đã tuyên bố rằng Robinson đã được chọn cho Thế vận hội Mùa hè năm đó ở London, Anh, là một phần của bể bơi dành cho nữ tiếp sức 4x100 mét cùng với Chandra Sturrup, Christine Ameces, Sheniqua Ferguson, Debbie -McKenzie và Anthonique Strachan. Đó là Thế vận hội Olympic đầu tiên của Robinson, người đã nói khi cô đến "Đây là một trải nghiệm tuyệt vời. Đây là sân khấu lớn cho các vận động viên và tôi rất vui khi được ở đây. Đây là Thế vận hội - mọi thứ đều lớn ở đây. Đó là một trải nghiệm tuyệt vời và tôi rất vui khi là một phần của nó ". Mặc dù cô đã hy vọng được chọn ra khỏi bể bơi, nhưng không được chọn cho sức nóng đầu tiên và đội tiếp sức không đủ điều kiện cho trận chung kết.